# Giulia (serie televisiva)
Giulia (Julia) è una serie televisiva statunitense in 86 episodi trasmessi per la prima volta nel corso di 3 stagioni dal 1968 al 1971.
È una sitcom incentrata sulle vicende di Julia Baker, un'infermiera, vedova e madre single. Non fu la prima serie televisiva ad avere come protagonista un'attrice afroamericana (il primato spetta a Ethel Waters e Louise Beavers in Beulah, 1950-52), ma Diahann Carroll fu la prima chiamata a ricoprire un ruolo che non fosse stereotipato o servile. E Marc Copage fu il primo attore bambino afroamericano ad entrare nel cast principale di una serie televisiva originale.
La situazione familiare descritta era "atipica": madre vedova con figlio, che vive e lavora in un ambiente "bianco" e benestante. Si dovrà attendere la seconda metà degli anni settanta con Good Times (1974-79) per avere un programma incentrato sulla vita nei quartieri popolari di Chicago di una "ordinaria" famiglia afro-americana (padre, madre, figli di età diverse) di estrazione sociale medio-bassa.
Giulia è stata una delle poche sitcom dell'epoca a non utilizzare risate registrate (che furono poi aggiunte dalla produzione in seguito per le repliche in syndication). La serie vinse un Golden Globe nel 1969, attribuito all'attrice Diahann Carroll, e un TV Land Award nel 2003, oltre a varie nomination agli Emmy Award tra il 1969 e il 1970.

## Trama
Julia Baker è una madre single vedova (il marito pilota di elicottero è stato ucciso in Vietnam), e lavora come infermiera nello studio medico del dottor Morton Chegley. Il figlio di Julia è Corey, un bambino di sei anni che ha vaghi ricordi del padre. Il migliore amico di Corey è Earl J. Waggedorn che vive con la sua famiglia al piano di sotto nello stesso palazzo, con i genitori Leonard e Marie e la sorella minore.
Le prime due stagioni includono anche l'infermiera Hannah Yarby (uscirà di scena all'inizio della terza stagione, trasferendosi dopo essere convolata a nozze) e Richard, un bambino poco più grande di Corey.

## Personaggi e interpreti

### Personaggi principali
- Julia Baker (86 episodi, 1968-1971), interpretata da Diahann Carroll.
- Morton Chegley (86 episodi, 1968-1971), interpretato da Lloyd Nolan.
- Corey Baker (86 episodi, 1968-1971), interpretato da Marc Copage.
- Earl J. Waggedorn (60 episodi, 1968-1971), interpretato da Michael Link.
- Marie Waggedorn (26 episodi, 1968-1971), interpretata da Betty Beaird.
- Hannah Yarby (16 episodi, 1968-1970), interpretata da Lurene Tuttle.
- Steve Bruce (12 episodi, 1969-1971), interpretato da Fred Williamson.
- Leonard Waggedorn (11 episodi, 1968-1970), interpretato da Hank Brandt.

### Personaggi secondari
- Eddie Edson (5 episodi, 1968-1970), interpretato da Eddie Quillan.
- Roberta (5 episodi, 1970-1971), interpretata da Janear Hines.
- Bunny (5 episodi, 1970), interpretato da Cesar Romero.
- Mr. Bennett (3 episodi, 1968-1970), interpretato da Steve Pendleton.
- Sol Cooper (3 episodi, 1968-1970), interpretato da Ned Glass.
- Bert (3 episodi, 1968-1970), interpretato da Terry Carter.
- Sara (3 episodi, 1970-1971), interpretata da Diana Sands.
- DeeDee Vanderjadt (2 episodi, 1969), interpretata da Ingeborg Kjeldsen.
- Mel Sharp (2 episodi, 1968-1971), interpretato da Morris D. Erby.
- Speck (2 episodi, 1970), interpretato da Kevin McCarley.
- Giudice Warren Wazaku (2 episodi, 1968-1971), interpretato da Jack Soo.
- Dick Privet (2 episodi, 1968-1969), interpretato da Lloyd Haynes.
- Charley (2 episodi, 1968-1969), interpretato da Charles Lampkin.
- Dottor Foster Prestwick (2 episodi, 1969-1970), interpretato da Don Ameche.
- Paul Cameron (2 episodi, 1969-1970), interpretato da Paul Winfield.
- Mrs. Deering (2 episodi, 1969), interpretata da Virginia Capers.
- Melba Chegley (2 episodi, 1969), interpretata da Mary Wickes.
- Kim Bruce (2 episodi, 1970), interpretata da Stephanie James.
- Gus Anderson (2 episodi, 1971), interpretato da M. Emmet Walsh.

### Guest star
Tra le guest star: Jodie Foster e Bob Hope (nel ruolo di se stesso).

## Produzione
La serie, ideata da Hal Kanter, fu prodotta da Hancarr Productions e Savannah Productions e girata negli studios della 20th Century Fox a Century City in California. Le musiche furono composte da Jeff Alexander.

### Registi
Tra i registi sono accreditati:
- Ezra Stone in 22 episodi (1968-1971)
- Coby Ruskin in 18 episodi (1968-1971)
- Bernard Wiesen in 18 episodi (1968-1971)
- Richard Lang in 7 episodi (1970-1971)
- Hal Kanter in 6 episodi (1968-1970)
- Hollingsworth Morse in 6 episodi (1969-1970)
- Barry Shear in 2 episodi (1968-1969)
- Fletcher Markle in 2 episodi (1969)

### Sceneggiatori
Tra gli sceneggiatori sono accreditati:
- Hal Kanter in 75 episodi (1968-1971)
- Ben Gershman in 13 episodi (1968-1971)
- Ferdinand Leon in 8 episodi (1968-1970)
- Earl Barret in 8 episodi (1968-1969)
- Robert A. Cinader in 7 episodi (1970-1971)
- Harry Dolan in 6 episodi (1968-1971)
- Harry Winkler in 6 episodi (1968-1971)
- Jim McGinn in 5 episodi (1968-1970)
- Phil Leslie in 4 episodi (1969-1971)
- Alan J. Levitt in 4 episodi (1969-1971)
- Arthur Alsberg in 3 episodi (1969-1970)
- Don Nelson in 3 episodi (1969-1970)
- Sidney Morse in 3 episodi (1970-1971)
- Robert Goodwin in 2 episodi (1968-1969)
- Gene Boland in 2 episodi (1968)

## Distribuzione
La serie fu trasmessa negli Stati Uniti dal 17 settembre 1968 al 25 maggio 1971  sulla rete televisiva NBC.
In Italia è stata trasmessa dal 5 aprile 1980 su RaiUno con il titolo Giulia.
Alcune delle uscite internazionali sono state:
- negli Stati Uniti il 17 settembre 1968 (Julia)
- nei Paesi Bassi il 24 settembre 1968
- in Spagna (Julia)
- in Italia (Giulia) il 5 aprile 1980

## Episodi
| Stagione         | Episodi | Prima TV USA | Prima TV Italia |
| ---------------- | ------- | ------------ | --------------- |
| Prima stagione   | 30      | 1968-1969    | 1980            |
| Seconda stagione | 30      | 1969-1970    |                 |
| Terza stagione   | 26      | 1970-1971    |                 |